# Octodon bridgesi
Octodon bridgesi är en däggdjursart som beskrevs av Waterhouse 1845. Octodon bridgesi ingår i släktet Octodon och familjen buskråttor. IUCN kategoriserar arten globalt som sårbar. Inga underarter finns listade i Catalogue of Life.
Arten blir 25 till 37 cm lång och har en 10,2 till 16,7 cm lång svans. Vid svansens slut finns en otydlig tofs. Jämförd med den vanliga degun har arten en mjukare och mer gråaktig päls. Dessutom är öronen kortare och ögonen större. Octodon bridgesi har ockra päls på undersidan och vita punkter vid axlarna samt vid ljumsken.
Denna buskråtta förekommer i centrala Chile och i angränsande områden av Argentina. Habitatet utgörs av buskskogar och av klippiga landskap.
Arten vistas i låglandet och i bergstrakter upp till 1200 meter över havet. Typiska buskar och träd i utbredningsområdet tillhör släktena Aristotelia, Lithraea och Peumus. Individerna bygger bon på marken eller de uppsöker jordhålor. De är aktiva på natten och har ett högt varningsskrik. Enligt ett fåtal iakttagelser sker fortplantningen under sommaren och hösten (december och april på södra jordklotet). Honan föder två eller tre ungar per kull. Denna gnagare jagas av rovlevande fåglar och av Magellanräven.